# Мать Индия
«Мать Индия» (хинди भारत माता, англ. Mother India) — индийский фильм-драма, снятый на языке хинди в 1957 году режиссёром Мехбубом Ханом. Ремейк его же фильма Aurat, вышедшего в 1940 году. Сюжет фильма вращается вокруг тяжёлой жизни простой индийской крестьянки, вынужденной растить двух сыновей в одиночестве и терпеть притеснения от ростовщика. Главные роли исполнили Наргис, Сунил Датт и Раджендра Кумар.
По результатам проката фильму был присвоен статус «Блокбастер на все времена». «Мать Индия» также занял первое место в стране по величине кассовых сборов и удерживал его в течение трёх лет вплоть до выхода киноленты «Великий Могол». По итогам года картину отправили представлять Индию на премии «Оскар» за лучший фильм на иностранном языке.

## Сюжет
В фильме рассказывается история бедной деревенской женщины Радхи. Чтобы оплатить расходы на свадьбу, свекровь Радхи берёт в долг у ростовщика Сукхилала 500 рупий. Однако Сукхилал обманул её и, пользуясь тем, что она не умеет читать, вписал в договор условие, по которому ему должны отдавать три четверти урожая. Радха попыталась оспорить этот договор, однако старейшины деревни решили в пользу ростовщика, и она осталась без средств к существованию.
В это время в результате несчастного случая в поле муж Радхи, Шаму, лишился обеих рук. Он стал стыдиться своей беспомощности и подвергаться унижениям со стороны других жителей деревни, и, решив, что он не нужен своей семье, оставляет Радху с двумя маленькими сыновьями и уходит навсегда. Теперь Радха вынуждена одна бороться за выживание.

## В ролях
- Наргис — Радха
- Сунил Датт — Бирджу, старший сын Радхи
- Раджендра Кумар — Раму, младший сын Радхи
- Радж Кумар — Шаму, муж Радхи
- Кумкум — Чампа, жена Раму
- Канхайялал — ростовщик Сукхилал
- Шила Наик — Камла, мать Чампы
- Мукри — Шамбу, отец Чампы

## Саундтрек
| №   | Название                               | Исполнители                                        | Длительность |
| --- | -------------------------------------- | -------------------------------------------------- | ------------ |
| 1.  | «Chundariya Katati Jaye»               | Манна Дей                                          | 3:15         |
| 2.  | «Nagari Nagari Dware Dware»            | Лата Мангешкар                                     | 7:29         |
| 3.  | «Duniya Men Hum Aaye Hain»             | Лата Мангешкар, Мина Мангешкар, Уша Мангешкар      | 3:36         |
| 4.  | «O Gaadiwale»                          | Шамшад Бегум, Мохаммед Рафи                        | 2:59         |
| 5.  | «Matwala Jiya Dole Piya»               | Лата Мангешкар, Мохаммед Рафи                      | 3:34         |
| 6.  | «Dukh Bhare Din Beete Re Bhaiya»       | Шамшад Бегум, Мохаммед Рафи, Манна Дей, Аша Бхосле | 3:09         |
| 7.  | «Holi Aayi Re Kanhai»                  | Шамшад Бегум                                       | 2:51         |
| 8.  | «Pi Ke Ghar Aaj Pyari Dulhaniya Chali» | Шамшад Бегум                                       | 3:19         |
| 9.  | «Ghunghat Nahin Kholoongi Saiyan»      | Лата Мангешкар                                     | 3:10         |
| 10. | «O Mere Lal Aaja»                      | Лата Мангешкар                                     | 3:11         |
| 11. | «O Janewalo Jao Na»                    | Лата Мангешкар                                     | 2:33         |
| 12. | «Na Main Bhagwan Hoon»                 | Мохаммед Рафи                                      | 3:24         |

## Критика и влияние
«Мать Индия» стал одним из самых влиятельных и узнаваемых фильмов на хинди и важной вехой в истории Болливуда. Он также стал первой индийской номинацией на премию «Оскар» за лучший фильм на иностранном языке и увидел беспрецедентное международное признание. Фильм был близок к получению премии «Оскар», но проиграл фильму Федерико Феллини «Ночи Кабирии» с разницей в один голос. Дэйв Кер назвал картину индийской «Стеллой Даллас», в которой героиня приносит жертву за жертвой во имя своей семьи, и эпопей социальных изменений в стиле «Унесенные ветром».
Формально цикличность фильма и лирическое сельское окружение кажутся ближе к последней работе Довженко.  Впечатляющий коммерческий успех фильма был иронично отмечен в киноленте Kala Bazaar Виджая Ананда (1960), в сцене, когда Дев Ананд продает на чёрном рынке билеты на премьеру «Матери Индии».
Фильм занял 80-е место в списке «100 лучших фильмов мирового кинематографа не на английском языке», составленном в 2010 году журналом Empire.

## Награды и номинации
| Награды и номинации            | Награды и номинации                                             | Награды и номинации | Награды и номинации | Награды и номинации |
| Награда                        | Категория                                                       | Номинант            | Итог                | Ссылка              |
| ------------------------------ | --------------------------------------------------------------- | ------------------- | ------------------- | ------------------- |
| Оскар                          | Лучший фильм на иностранном языке                               |                     | Номинация           | [ 7 ]               |
| Национальная кинопремия        | Почётная грамота за второй лучший полнометражный фильм на хинди |                     | Победа              | [ 8 ]               |
| Filmfare Awards                | Лучший фильм                                                    |                     | Победа              | [ 9 ]               |
| Filmfare Awards                | Лучшая режиссура                                                | Мехбуб Хан          | Победа              | [ 9 ]               |
| Filmfare Awards                | Лучшая операторская работа                                      | Фаредун А. Ирани    | Победа              | [ 9 ]               |
| Filmfare Awards                | Лучшая работа звукооператора                                    | Р. Каушик           | Победа              | [ 9 ]               |
| Filmfare Awards                | Лучшая женская роль                                             | Наргис              | Победа              | [ 9 ]               |
| Кинофестиваль в Карловых Варах | Лучшая женская роль                                             | Наргис              | Победа              | [ 10 ]              |